# Rabo-mole-da-serra
Tentilhão-das-chapadas ou rabo-mole-da-serra (Embernagra longicauda) é uma espécie de ave da família Thraupidae.
É endêmica das montanhas do leste do Brasil, ocorrendo principalmente ao longo da Cadeia do Espinhaço. Seus habitats naturais são: savanas áridas e matagal tropical ou subtropical de alta altitude.

## Etimologia
O nome científico Embernagra longicauda foi atribuído pelo ornitólogo britânico Strickland em 1844, a partir de exemplares oriundos da América do Sul, sem localidade exata especificada. Foram necessários 100 anos para que a espécie fosse redescoberta por O´Brien, em 1968, que indicou a primeira localidade de ocorrência para a espécie, em Morro do Chapéu, Bahia. O nome genérico Embernagra combina elementos de “emberiza” (um gênero de tentilhões) e “agra” (campo em grego), referindo-se a seu habitat campestre. O epíteto específico longicauda significa “cauda longa”, em alusão à sua principal característica morfológica.

## Características Físicas e Comportamento
O Tentilhão-das-chapadas é uma ave de porte médio, medindo entre 18 e 20 centímetro, os machos tendem a ser ligeiramente mais pesados com média de 41,3 (variação entre 37,5- 46,0g), já as fêmeas 39,4 g (variação 35,0 - 45,0g). Sua coloração é predominantemente acinzentada com as asas e cauda amarelada, com garganta mais clara. Seu aspecto se distingue de seus parentes pelo anel ocular branco falhado e por não ter estrias no corpo, o que a diferencia de espécies semelhantes. As espécies desse grupo possuem cauda longa característica e um bico forte e encorpado, lembrando o de trinca-ferros, apropriado para lidar tanto com insetos como com frutos. O dimorfismo sexual é discreto.
No comportamento, destaca-se por sua postura reservada e territorial, podendo haver conflitos(brigas físicas) nas bordas dos territórios. Vive geralmente em pares e mantém uma área de vida relativamente pequena, entre 3 e 4 hectares. Apresenta hábitos discretos e caminha com agilidade entre pedras e capins, muitas vezes lembrando um roedor ao se deslocar rente ao solo. Voa próximo ao chão mostrando um perfil típico que é desenhado pela longa cauda e asa mais curta. Ambos os sexos podem se comunicar.

## Alimentação
A dieta do Tentilhão-das-chapadas é bastante diversificada. Trata-se de uma ave onívora, alimentando-se tanto de pequenos artrópodes – como formigas, cupins e besouros.

## Habitat
Essa ave encontra refúgio em paisagens de altitudes elevadas, geralmente acima dos 1000 metros, como é o caso dos campos rupestres e das formações conhecidas como “canga” – solos ricos em ferro, onde a vegetação é rala e adaptada às condições extremas. Também é avistada em campos de altitude da Serra do Caparaó e em vegetações secas e abertas, como as savanas arbustivas conhecidas regionalmente como "gerais”, no nordeste de Minas Gerais e sul da Bahia.
Embora seu ambiente natural seja altamente especializado, há registros da espécie em áreas alteradas, o que indica alguma tolerância a modificações humanas, especialmente quando fragmentos de vegetação nativa são preservados.

## Distribuição Geográfica
A distribuição do Tentilhão-das-chapadas se concentra nas montanhas do leste do Brasil, com registros confirmados nas serras do Espinhaço (em Minas Gerais e Bahia), na Serra do Caparaó (entre MG e ES), Serra da Mombuca, Serra de São José e em áreas da bacia do Rio Doce. Inicialmente considerada rara, a espécie vem sendo redescoberta e estudada com mais intensidade desde a década de 1980, com populações localmente comuns em regiões como o Parque Nacional da Serra do Cipó e em diversos trechos da cadeia do Espinhaço. Nas áreas como Serra São José(MG) e Morro do Chapéu (BA) a espécie é mais difícil de ser encontrada.
Encontra-se em busca de refúgio em habitats de altitudes elevadas,entre eles, campos de altitude (campos rupestres) e uma formação específica acima apresentada chamada “canga”, solos enriquecidos com ferro, onde a vegetação é escassa e elevada foi adaptada a condições extremas; também em campo de altitude, localizado na Serra do Caparaó, e vegetação seca e aberta; por exemplo, bushveld savanna conhecida no Brasil como gerais arbóreo matoso. Embora seu habitat natural seja altamente especializado, também é encontrado em áreas fortemente modificadas pelos humanos.

## Ameaças e Conservação
Embora atualmente classificada como “Pouco Preocupante” pela União Internacional para Conservação da Natureza (IUCN), a espécie enfrenta ameaças significativas, principalmente relacionadas à degradação de seu habitat. A expansão da mineração em regiões ferruginosas como na porção do sul da cadeia do espinhaço , o avanço da agropecuária com queimadas, expansão humana, o turismo descontrolado e o uso de pastagens para gado são fatores que contribuem para a perda de áreas adequadas à sua sobrevivência.
Conservação preservação dos campos rupestres da cadeia do espinhaço por meio do estabelecimento de Áreas protegidas Parques Nacionais da Chapada Diamantina, Serra do Cipó e Serra do Capara e reserva particular do patrimônio natural santuário caracaça. Além do monitoramento rigoroso contra a destruição das montanhas em MG e levantamento do conhecimento básico sobre a biologia da espécie para mais estratégia de conservação efetivas.